# Cratere Lois
Lois  è un cratere sulla superficie di Venere.